# Kazehakase
Kazehakase – lekka przeglądarka XHTML i HTML oparta na silniku Gecko oraz Apple WebCore. Wykorzystuje GTK+ 2.x, nie korzysta natomiast z bibliotek GNOME.

## Dodatkowe możliwości
- obsługa RSS oraz japońskie odpowiedniki LIRS i HINA-DI
- obsługa Przeciągnij i upuść dla przeglądania w kartach
- gesty myszy
- import zakładek internetowych z programu Mozilla Firefox, Mozilla Application Suite, Netscape, Galeon, Konqueror, i w3m
- „Smart Bookmarks” programowalne dzięki wyrażeniom regularnym
- wyszukiwanie w historii przeglądania witryn internetowych